# Serifos
Serifos er en nøgen græsk klippeø i Kykladerne. Øen er 73km², og har 1.100 indbyggere. Havnebyen hedder Livadi, og derfra er der afgang til Kythnos, Sifnos og Milos. Serifos har ingen lufthavn.
37°09′N 24°30′Ø / 37.15°N 24.5°Ø